# نيوز كوربوريشن
نيوز كوربوريشن هي شركة خدمات ترفيهية متنوعة تعمل في ثمانية قطاعات منها: الأفلام الترفيهية والتلفزيون وبرامج شبكة الكابلات والبث المباشر من خلال الفضائيات والمجلات والجرائد ونشر الكتب وغيرها من الأنشطة. وتزاول نيوز كوربوريشن نشاطها في الولايات المتحدة والمملكة المتحدة والقارة الأوروبية وأستراليا وآسيا وحوض المحيط الهادئ. وفي 21 مارس 2005م استحوذت على شركة فوكس للخدمات الترفيهية.
تعتبر نيوز كوربوريشن من أكبر الشركات الاعلامية في العالم وهي مدرجة حاليا في بورصة نيويورك.

## تاريخ الشركة
انشئت في عام 1980 على يد روبرت مردوخ كشركة قابضة في أمريكا 
في عام 1973 أي قبل أنشاء الشركة اشترى روبرت ميردوخ صحيفة سان انتونيو نيوز الأمريكية وفي عام 1976 اشترى صحيفة نيويورك بوست وفي عام 1981 بعد إنشاء الشركة اشترى نصف شركة السينما الأمريكية المعروفة 20th Century Fox واشترى النصف الآخر عام 1984 في عام 1986 انشئ شركة فوكس للبث والمعروفة باسم فوكس والتي يشاهدها حاليا حوالي 96 بالمئة من البيوت الأمريكية وشركة فوكس هي المنتجة لبرنامج اميركان أيدول والتي اشترت حقوقه العربية تلفزيون المستقبل والتي اسمته سوبر ستار
في عام 1991 اضطر لبيع الكثير من الصحف التي اشتراها في منتصف الثمانينات لشراء شركة بي سكاي بي والتي تتحكم في السوق الإعلاني البريطاني
وفي عام 1996 انشئت فوكس الأخبارية والتي عدد مشاهديها حاليا أكبر من السي ان ان والعربية والجزيرة.
وفي عام 2003 اشترى دايركت تي في بمبلغ 6 مليارات دولار.
وفي عام 2005 اشترى موقع ماي سبيس بمبلغ 500 مليون دولار ويعتبر أكبر موقع للتعارف عدد اعضائه 80 مليون ويزداد كل يوم.

## المساهمين
- في شهر آب/أغسطس 2005، كانت تملك عائلة مردوخ 29% من الشركة. مع هذا فقد كان روبورت مردوخ المتحكم الرئيسي بالشركة حيث أن غالبية هذه الأسهم كانت أسهم تعطي صلاحية التصويت في سياسة الشركة.
- الوليد بن طلال يملك، عبر شركة المملكة القابضة 7% من الأسهم، أي أن شركة المملكة القابضة تعتبر ثاني أكبر مساهم في النيوز كوربوريشن.[5][6][7]

## التوسع والتوحيد
عمدت شركة نيوز كورب في عامي 1986 و1987 (من خلال شركتها التابعة نيوز إنترناشونال) إلى تعديل عملية إنتاج صحفها البريطانية، التي كانت نقابات الطباعة تسيطر عليها لفترة طويلة. وقد ضم عددًا من كبار أقطاب الإعلام الأستراليين إلى شركة مردوخ القوية، بمن فيهم جون دوكس، المدير الإداري لصحيفة ساوث تشاينا مورنينج بوست. أدى ذلك إلى مواجهة مع نقابتي الطباعة، الرابطة الوطنية للرسوميات وجمعية المهن الرسومية والحليفة. أدى نقل عمليات نيوز إنترناشونال في لندن إلى وابينغ في إيست إند إلى معارك ليلية خارج المصنع الجديد. وتعرضت شاحنات التوصيل والمستودعات لهجمات متكررة وعنيفة. في النهاية، استسلمت النقابات.
في عام 1987، استحوذت شركة نيوز كورب على دار نشر الكتب هاربر آند رو مقابل 300 مليون دولار، ثم استحوذت لاحقًا على دار نشر الكتب البريطانية وليام كولينز، سونز عام 1989 مقابل 721 مليون دولار، والتي اندمجت لاحقًا مع هاربر لتشكل هاربر كولينز في العام نفسه.
في عام 1988، استحوذت نيوز كورب على شركة تراينجل للنشر ومقرها فيلادلفيا، وهي ناشرة مجلات تي في جايد، وسفنتين، وديلي ريسينغ فورم مقابل 3 مليارات دولار. ولجمع الأموال، بيعت هذه المنشورات التجارية لشركة ريد إنترناشونال.
بحلول عام 1992، تراكمت على نيوز كورب ديون كبيرة، ما أجبرها على بيع العديد من حصص المجلات الأمريكية التي استحوذت عليها في منتصف الثمانينيات إلى شركة كيه-3 كوميونيكيشنز، بالإضافة إلى فصل حصص المجلات الأسترالية التي كانت تمتلكها لفترة طويلة لتصبح مجلة باسيفيك. جاء جزء كبير من هذا الدين من حصتها في شبكة سكاي التلفزيونية الفضائية في المملكة المتحدة، والتي تكبدت خسائر فادحة في سنواتها الأولى من التشغيل، والتي (مثل العديد من مصالحها التجارية) كانت مدعومة بشكل كبير من أرباح ممتلكاتها الأخرى حتى تمكنت من إجبار شركة تشغيل الأقمار الصناعية المنافسة BSB على قبول الاندماج بشروطها في عام 1990. (وهيمنت الشركة المندمجة، BSkyB، على سوق التلفزيون المدفوع البريطاني منذ ذلك الحين).

في عام 1993، استحوذت نيوز كورب على حصة 63.6% من شبكة ستار التلفزيونية الفضائية ومقرها هونغ كونغ من بيرسون مقابل أكثر من 500 مليون دولار، تلا ذلك شراء نسبة 36.4% المتبقية في يوليو 1995. صرّح مردوخ قائلًا:
لقد أثبتت (الاتصالات) أنها تهديد لا لبس فيه للأنظمة الشمولية في كل مكان... يمكّن البث الفضائي السكان المتعطشين للمعلومات في العديد من المجتمعات المغلقة من تجاوز قنوات التلفزيون التي تسيطر عليها الدولة.